# Літтлтон (Массачусетс)
Літтлтон (англ. Littleton) — місто (англ. town) в США, в окрузі Міддлсекс штату Массачусетс. Населення — 10 141 особа (2020).

## Демографія
Згідно з переписом 2010 року, у місті мешкали 8924 особи в 3297 домогосподарствах у складі 2409 родин. Було 3477 помешкань
Расовий склад населення:
| - 93,3 % — білих - 3,9 % — азіатів - 0,6 % — чорних або афроамериканців - 0,1 % — корінних американців |

До двох чи більше рас належало 1,8 %. Частка іспаномовних становила 1,4 % від усіх жителів.
За віковим діапазоном населення розподілялося таким чином: 26,3 % — особи молодші 18 років, 59,7 % — особи у віці 18—64 років, 14,0 % — особи у віці 65 років та старші. Медіана віку мешканця становила 43,0 року. На 100 осіб жіночої статі у місті припадало 92,6 чоловіків;  на 100 жінок у віці від 18 років та старших — 91,1 чоловіків також старших 18 років.
Середній дохід на одне домашнє господарство  становив 138 558 доларів США (медіана — 119 177), а середній дохід на одну сім'ю — 159 148 доларів (медіана — 141 098). Медіана доходів становила 102 742 долари для чоловіків та 73 596 доларів для жінок. За межею бідності перебувало 3,8 % осіб, у тому числі 3,8 % дітей у віці до 18 років та 4,2 % осіб у віці 65 років та старших.
Цивільне працевлаштоване населення становило 5154 особи. Основні галузі зайнятості: освіта, охорона здоров'я та соціальна допомога — 23,1 %, науковці, спеціалісти, менеджери — 18,6 %, виробництво — 12,8 %, роздрібна торгівля — 11,5 %.